# 모제스 멘델스존

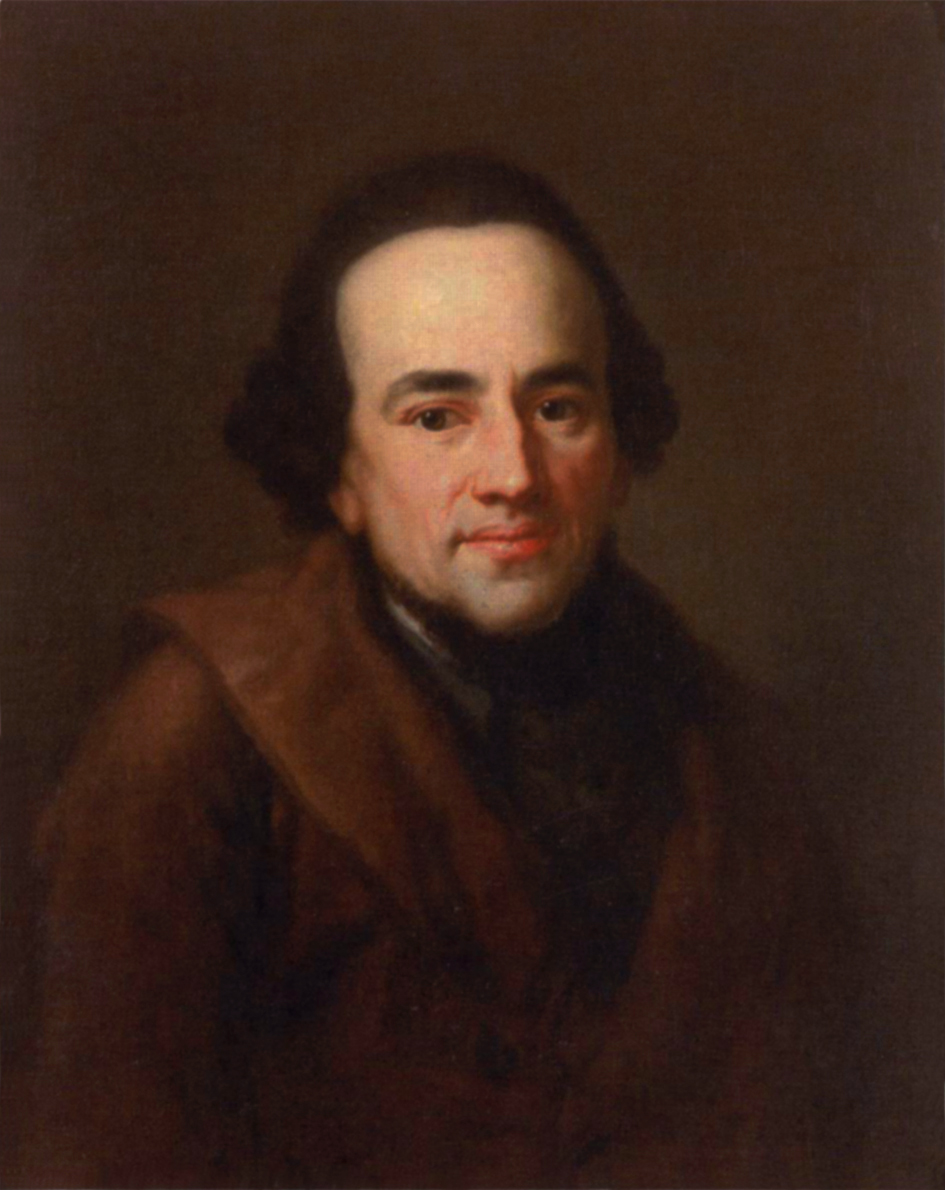

모세스 멘델스존(Moses Mendelssohn, 1729-1786)은 18세기 독일 계몽주의 철학자이다. 펠릭스 멘델스존과 파니 멘델스존의 할아버지이다.
파사우 출신의 유명한 탈무드 학자인 다비드 프랭켈(David Fränkel)의 제자가 되었다. 베를린으로 이주한 후 멘델스존은 비단공장의 회계원으로 일하면서 고전어, 문학 그리고 다양한 영역의 문헌을 연구하였다.
멘델스존은 독일어로 된 오순절과 성경의 다른 부분을 번역하였다. 그 번역은 유대인들이 그 언어를 더 빨리 배울 수 있도록 고안된 독일어로 되어 있었다. 그 시기의 독일 유대인들은 대부분 이디시어를 썼고 많은 이들이 히브리어(경전의 원어)로 글을 읽고 있었다. 멘델스존은 또한 1778년 베를린에서 유대인 소년들을 위한 최초의 현대 공립학교의 설립 배후에 있는 것으로 믿어지고 있다.
멘델스존은 또한 유대인들의 권리와 수용을 증진시킴으로써 전반적으로 유대인들의 상황을 개선하려고 노력했다. 그는 1781년 빌헬름 폰 돕(Christian Wilhelm von Dohm)에게 그의 저서 '유대인의 조건의 시민적 개선'을 발표하도록 하였다.
이러한 행동에 의해 야기된 관심은 멘델스존의 《예루살렘》 (1783)에 드러난다. 이 저서는 양심의 자유에 대한 탄원이다.
멘델스존에게 그의 이론은 유대교에 대한 강한 유대감을 나타냈다. 그러나 19세기 1부에서는 유대교의 독단과 전통에 대한 비판은 나이든 유대인의 생활 방식에 대한 확고한 유착과 관련이 있었다. 이성은 믿음, 역사적 의식은 삶에 적용되었다. 유대교의 현대 개혁은 이 개념과 어느 정도 결별했다.